# 767 Bondia
A 767 Bondia (ideiglenes jelöléssel 1913 SX) a Naprendszer kisbolygóövében található aszteroida. Joel Hastings Metcalf fedezte fel 1913. szeptember 23-án.